# 池尻家
池尻家（いけがみけ/いけじりけ）は、藤原北家勧修寺流清閑寺庶流の公家・華族。公家としての家格は名家、華族としての家格は子爵家。

## 歴史
内大臣・清閑寺共房の次男である権大納言・池尻共孝が池尻を称したのにはじまる。 江戸時代の石高は50石。家紋は勧修寺流に倣い「竹に雀」。菩提所は報恩寺。居所は院参町とされる。  
明治維新後の1869年（明治2年）6月17日の行政官達で公家と大名家が統合されて華族制度が誕生すると梅小路家も公家として華族に列した。1884年（明治17年）7月7日の華族令の施行で華族が五爵制になると、同8日に大納言直任の例がない旧堂上家として知房が子爵に叙された。
基房の代に池尻子爵家の邸宅は大阪市天王寺区茶臼山町にあった。

## 歴代当主
1. 池尻共孝 （1613-1683）
2. 池尻勝房 （1650-1711）
3. 池尻共条 （1687-1727）
4. 池尻栄房 （1722-1788）
5. 池尻定治 （1749-1765）
6. 池尻暉房 （1762-1852）
7. 池尻定孝 （1788-1826）
8. 池尻延房 （1806-1864）
9. 池尻胤房 （1830-1870）
10. 池尻知房 （1869-1889）
11. 池尻基房 （1876-1943）
12. 池尻貞光 （1922-1947）